# Chaudon
Chaudon település Franciaországban, Eure-et-Loir megyében. Lakosainak száma 1689 fő (2022. január 1.). Chaudon Villemeux-sur-Eure, Bréchamps, Nogent-le-Roi és Ormoy községekkel határos.

## Népesség
A település népességének változása:
| Lakosok száma | 882  | 1009 | 1364 | 1548 | 1655 | 1668 | 1685 | 1670 | 1662 | 1689 |
|               | 1968 | 1982 | 1990 | 2006 | 2013 | 2015 | 2017 | 2019 | 2020 | 2022 |